# Innópolis
Innópolis es una ciudad de Rusia en el Distrito Verjneuslonski de la República de Tartaristán y una ciudad satélite de Kazán.
Alberga a la Universidad de Innópolis y la zona económica especial "Innópolis". Es una de las tres ciudades científicas de la Federación Rusa (junto con el centro Skólkovo en la ciudad de Moscú y Koltsovo en Novosibirsk), creada para el desarrollo de la tecnología de la información y las altas tecnologías innovadoras.
Una de las pocas ciudades construidas desde cero en la Rusia postsoviética. Para 2019, fue la segunda ciudad más pequeña de Rusia por población (después de la ciudad de Chekalin). Forma el asentamiento urbano de la ciudad de Innópolis.

## Geografía
Innópolis se encuentra a 40 km de Kazán en la ladera derecha del embalse de Kúibyshev, frente a Sviyazhsk. Coordenadas del centro de la ciudad: 55°45′N 48°44′E / 55.750, 48.733 55°45′N 48°44′E / 55.750, 48.733 55°45′N 48°44′E / 55.750, 48.733, la zona horaria es UTC+3, hora de Moscú.
El territorio de la ciudad se caracteriza por diferencias de elevación significativas: desde las partes central y sur de la ciudad, el relieve comienza a disminuir hacia el área de agua del embalse, la cuenca de los ríos Sviyaga, Sulica y Morvashka pasa por el parte central de la ciudad. La ciudad en su parte central está de 200 a 220 metros sobre el nivel del mar, mientras que hacia el borde del embalse esta a la altura a 53 m s.n.m..
La ciudad está ubicada en la zona sísmica de Kazán, cuya actividad se debe a factores tecnogénicos: la inyección de agua para mantener la presión del yacimiento durante la producción de petróleo, así como la creación del yacimiento Kuibyshev. La intensidad sísmica se estima en 6 puntos de la escala de Richter.
El clima de Innópolis es continental templado, formado bajo la influencia de las masas de aire fuertemente continentales de Asia y el transporte occidental. Las características climáticas se ven afectadas por el embalse de Kúibyshev, que tiene propiedades marítimas en las condiciones continentales de la región del Volga : en la zona costera, la nubosidad y las precipitaciones son más altas, el período con temperaturas positivas se alarga y el número de días con heladas disminuye.
Predominan los vientos del sur, suroeste y oeste, lo que es especialmente pronunciado en la estación fría, cuando se forma y desarrolla el anticiclón siberiano. Las precipitaciones son moderadas, con tormentas eléctricas durante la estación cálida y ventiscas durante la estación fría. Una capa de nieve estable se forma a mediados de noviembre y se derrite a mediados de abril.
Como resultado del desarrollo intensivo, una parte significativa de las tierras que rodean a Innópolis está ocupada por cultivos, la vegetación natural se ha conservado en áreas que no son convenientes para la agricultura. En el territorio de la ciudad hay zoológico considerado como monumento natural de importancia regional, que incluye al zoológico de la Universidad Federal de Kazán, son bosques de hoja ancha e islas con secciones preservadas de praderas de llanuras aluviales, en el oeste la ciudad limita con la reserva "Sviyazhsky" - la zona principal de la Gran Reserva Natural Volga-Kama.

## Historia
La idea de crear un centro de innovación en las afueras de Kazán fue expresada por primera vez por el presidente de Tartaristán, Rustam Minnijánov, en el mensaje anual del Consejo de Estado de Tartaristán en 2010. El proyecto con el título provisional "Pueblo de TI" implicó la construcción de un asentamiento con edificios de oficinas, edificios residenciales, infraestructura deportiva, recreativa y educativa, diseñado para albergar a 50,000 personas, unos 20,000 especialistas en TI y sus familias.
El "pueblo" fue visto como un desarrollo de la experiencia exitosa de crear el parque tecnológico más grande de Europa del Este en el campo de las altas tecnologías "IT Park", un socio potencial o una sucursal del centro de innovación de Moscú "Skólkovo" - Minnijánov discutió esta posibilidad en una reunión con el Vice primer ministro Arkady Dvorkovich.
Se asignaron 1,400 hectáreas para la "aldea de TI" en el distrito Verkhneuslonsky de la República de Tartaristán, y en agosto de 2011 la oficina de arquitectura y planificación de Singapur RSP Architects Planners & Engineers recibió el contrato para el desarrollo del plan maestro bajo el liderazgo del ex arquitecto jefe de Singapur Liu Thai Ker.
En noviembre, la futura ciudad recibió el nombre de "Innópolis", que fue descrito por el ministro de Informatización y Comunicaciones de Tartaristán Nikolai Nikiforov como un reflejo más preciso de la esencia del proyecto. En abril de 2012, Liu Tai Ker visitó Kazán para presentar el plan maestro y, durante las discusiones, el liderazgo de la república, por recomendación del RSP, aumentó la población proyectada de Innópolis a 155 000 personas para dotar a la futura ciudad de potencial de crecimiento para las próximas décadas. Para un diseño posterior, teniendo en cuenta las peculiaridades de la legislación rusa y la planificación urbana, la empresa " Kazán Giproniiaviaprom" participó para ayudar a los arquitectos de Singapur.

### Construcción
Innópolis fue fundada el 9 de junio de 2012. Ese día, Dmitri Medvédev y Rustam Minnikhanov colocaron una cápsula con un mensaje para los futuros ciudadanos en la fundación de la ciudad.
El corazón de la ciudad es la Universidad de Innópolis. A partir de ahí, comenzó la construcción. Los dormitorios de estudiantes y un complejo deportivo se ubicaron cerca.
La primera etapa de construcción (2012-2014) formó una especie de triángulo: el campus universitario, el parque industrial Alexander Stepánovich Popov y los edificios residenciales.
El plan maestro final de la ciudad se presentó en agosto y ya el 23 de agosto de 2012, el Ministerio de Tierras y Relaciones de Propiedad de la República de Tartaristán, el Depósito Central de la República de Tartaristán y la empresa de gestión Prominvest, asociada con el Consejo de Estado. el diputado Ravil Zingashev, estableció en partes iguales la empresa propietaria de la tierra de la futura ciudad - Innópolis OJSC, luego cambió a Innópolis City.
El registro de una nueva unidad administrativo-territorial podría retrasarse varios años, por lo que las autoridades de la república en el verano de 2012 trabajaron en la posibilidad de dar un nuevo nombre a la aldea vecina de Elizavetino - sin embargo, el Servicio Federal de Registro Estatal, Catastro y Cartografía se negó a cambiar el nombre de Elizavetino por motivos formales. En otoño, se llevaron a cabo audiencias públicas en los asentamientos del distrito de Verkhneuslonsky, en las que se apoyó la propuesta de crear un nuevo asentamiento, luego se presentó al Consejo de Estado, que el 24 de diciembre adoptó una resolución "Sobre la formación de un nuevo asentamiento en el territorio del asentamiento rural Vvedensko-Sloboda del distrito Verkhneuslonsky de la República de Tartaristán”. En abril de 2013, el pueblo recibió el nombre de "Innópolis", el 26 de noviembre de 2014, los diputados del Consejo de Estado votaron para otorgar el estatus de ciudad al pueblo de Innópolis a partir del 1 de enero de 2015, la decisión se consagró en una ley firmada por el presidente de Tartaristán el 13 de diciembre.
Innópolis se inauguró oficialmente el 9 de junio de 2015, 3 años después de su fundación. A la ceremonia asistieron Dmitri Medvédev, Rustam Minnikhanov y Nikolai Nikiforov, quienes "lanzaron" la nueva ciudad presionando un "botón" simbólico. La inauguración de la ciudad se programó para que coincidiera con el inicio del foro regional “RIF Innópolis”, la conferencia OS Day y la Olimpiada de Robótica de toda Rusia. En ese momento, la primera etapa de construcción estaba cerca de completarse, cuya inversión fue estimada por el Ministerio de Comunicaciones en 26 mil millones de rublos: la construcción del edificio del Tecnoparque Popov, el complejo deportivo, el edificio de la Universidad de Innópolis y se completaron el campus de estudiantes, los edificios residenciales y la infraestructura de ingeniería.
Desde el año 2011 se utilizó ampliamente el nombre "Innópolis" para denominar la ciudad.
El grupo tecnológico previamente planificado fue designado como "Aldea de TI". Dos partes reclaman la autoría del nombre de la ciudad: Arina Sudakova, copropietaria de la agencia creativa Evolutiom, y Renata Akhunova, socia de Formula VC Venture Fund. El topónimo fue fijado oficialmente por el Decreto del Gobierno de la Federación Rusa N.º 394 "Sobre el nombramiento de una característica geográfica en la República de Tartaristán". El gentilicio de los habitantes de Innópolis es Innópolisianos.

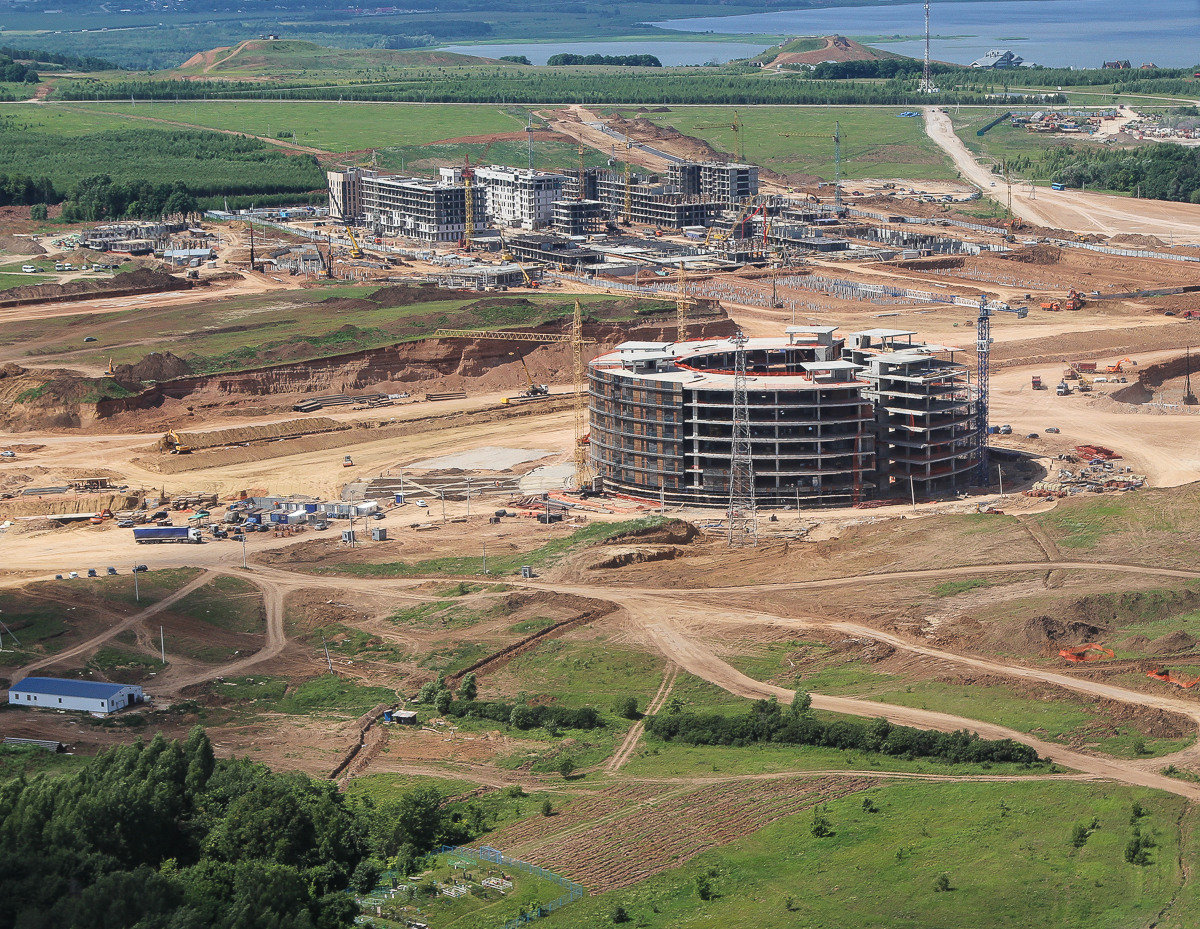
Construcción de Innópolis

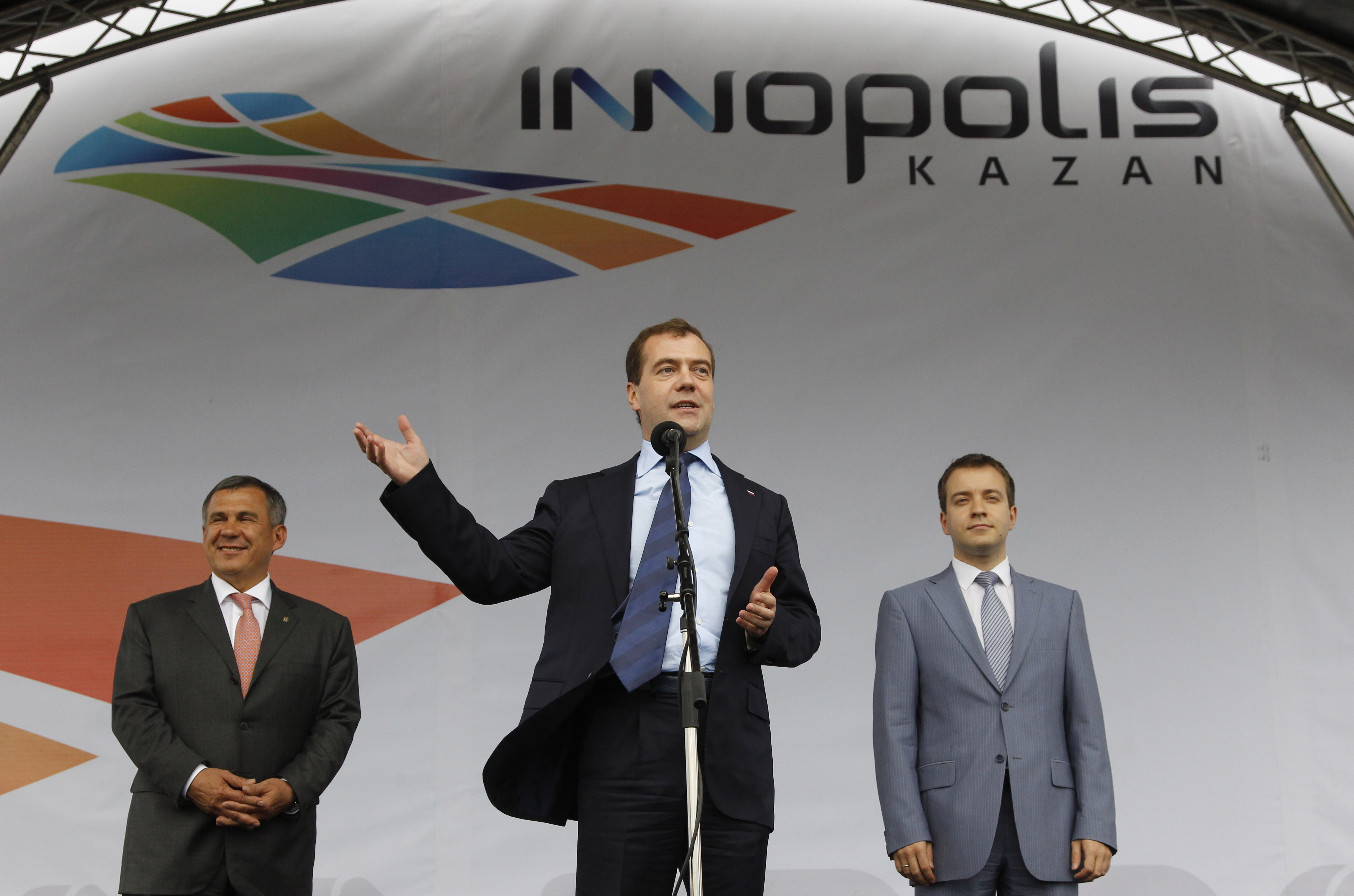
Rustam Minnikhanov, Dmitri Medvédev y Nikolai Nikiforov en la ceremonia de colocación de la cápsula en los cimientos de la futura ciudad, 9 de junio de 2012

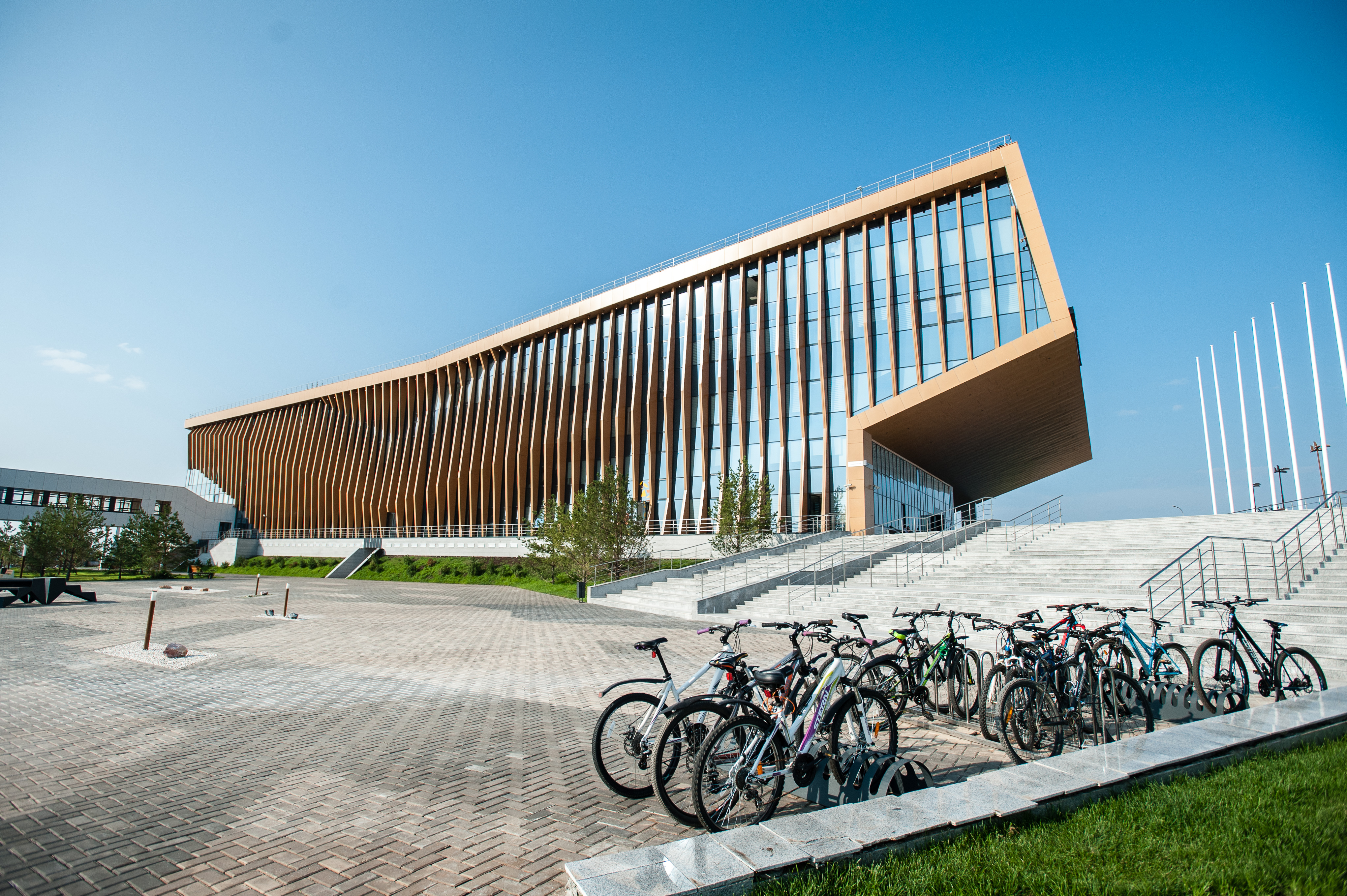
El edificio principal de la Universidad de Innópolis, terminado para la apertura de la ciudad.

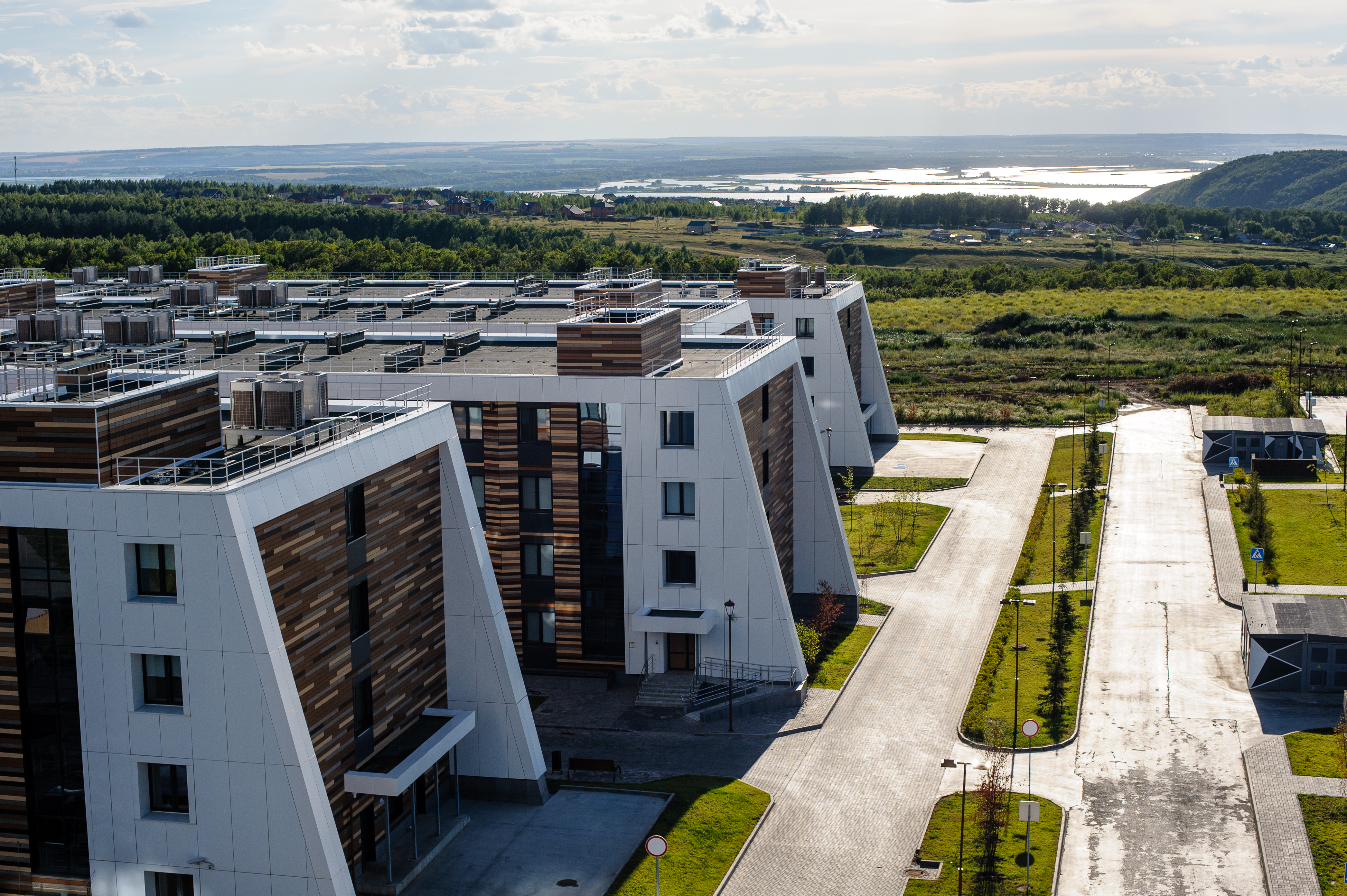
Campus de la Universidad de Innópolis

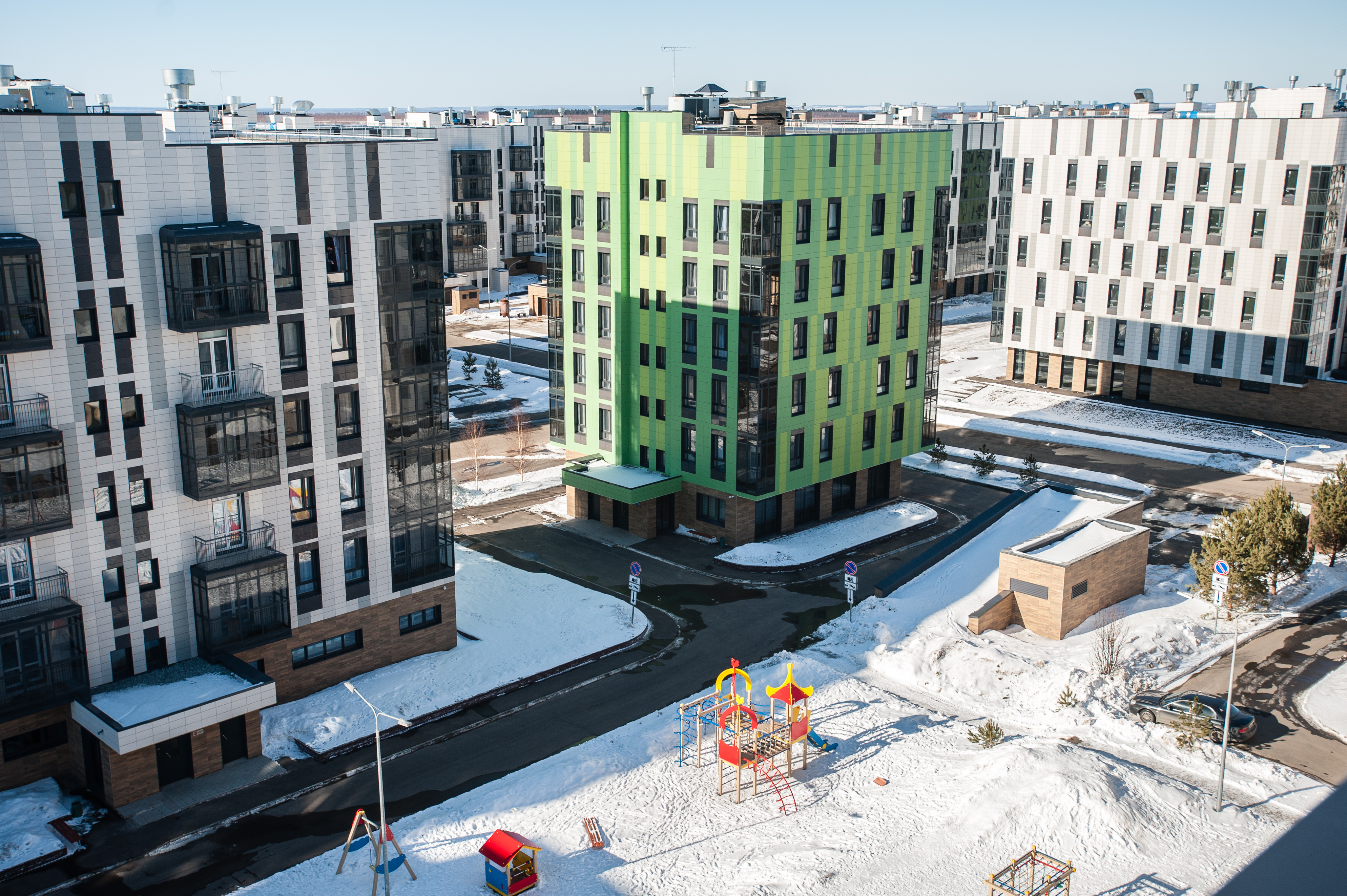
áreas residenciales

Mejoramiento de calles y caminos

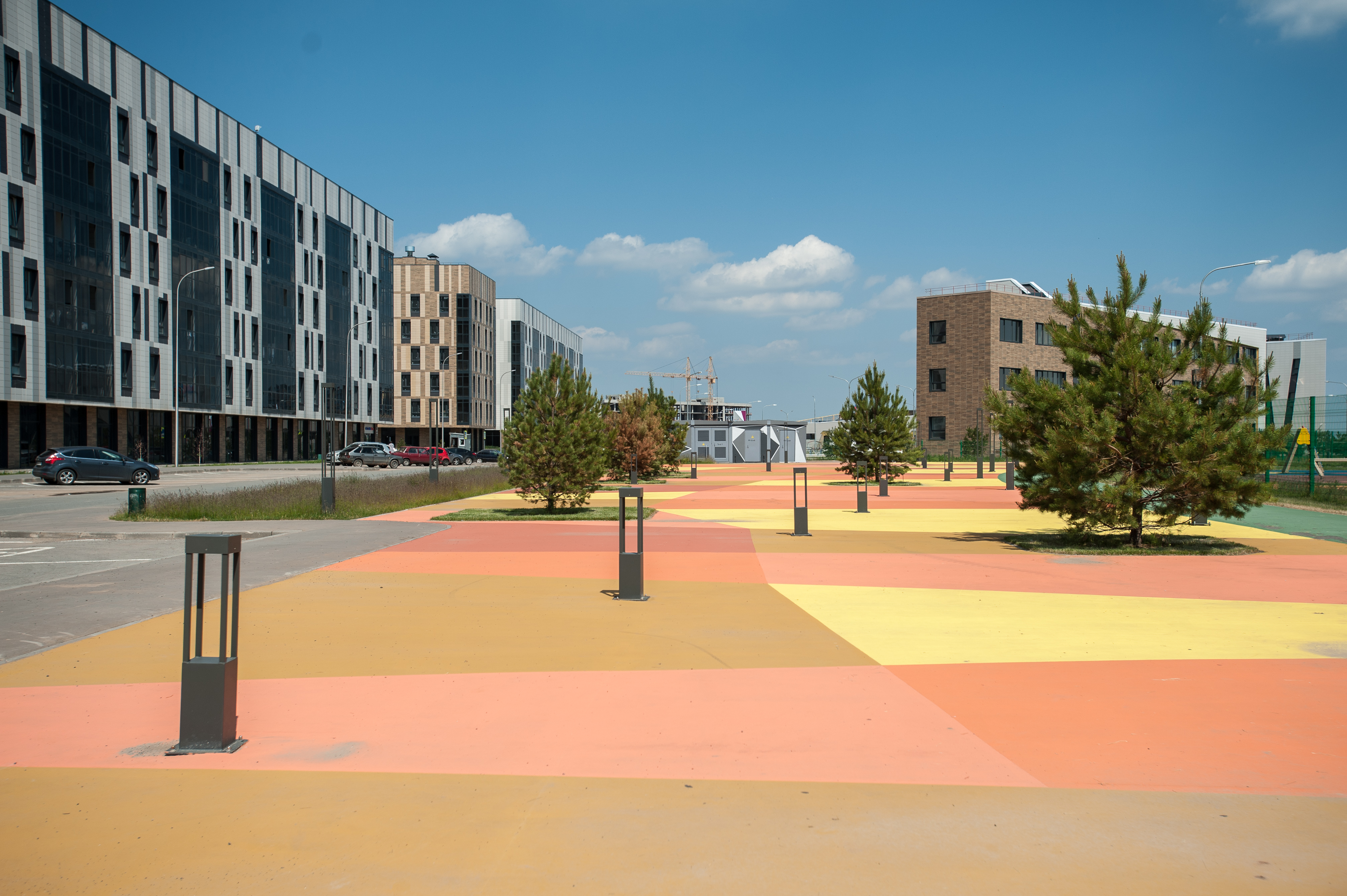
bulevar cuántico

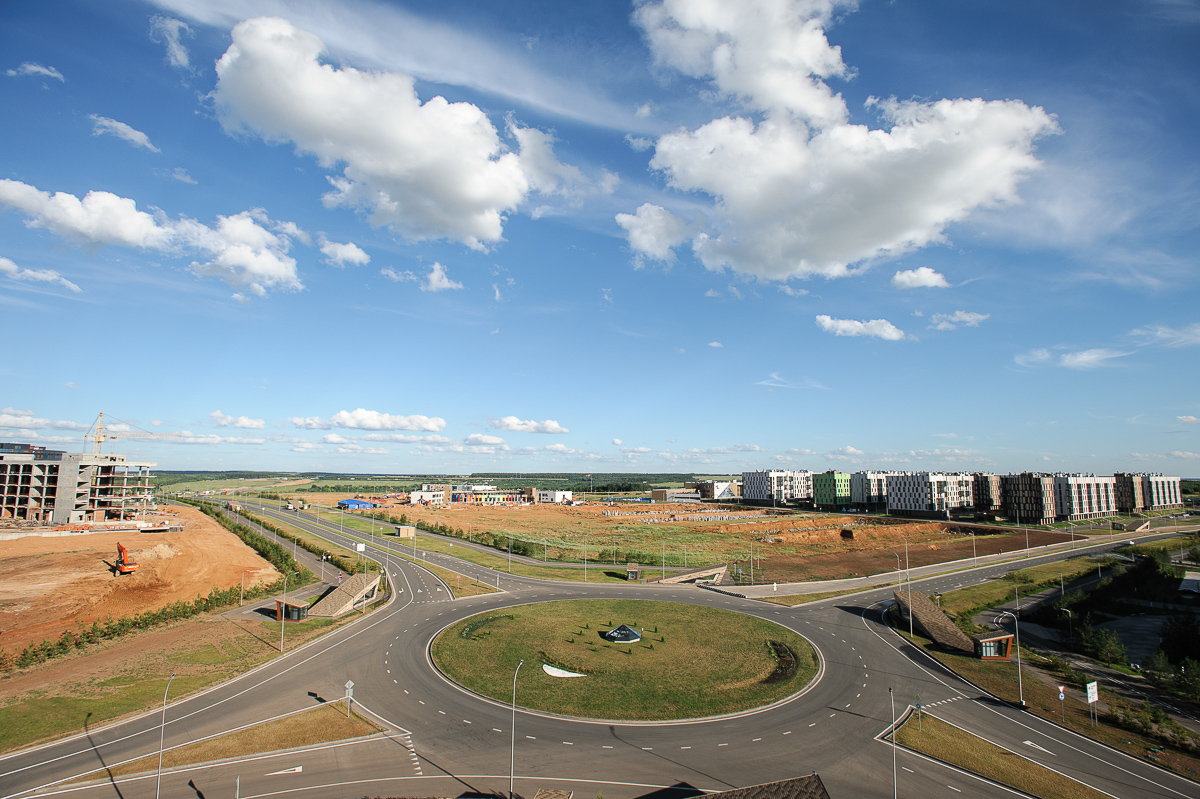

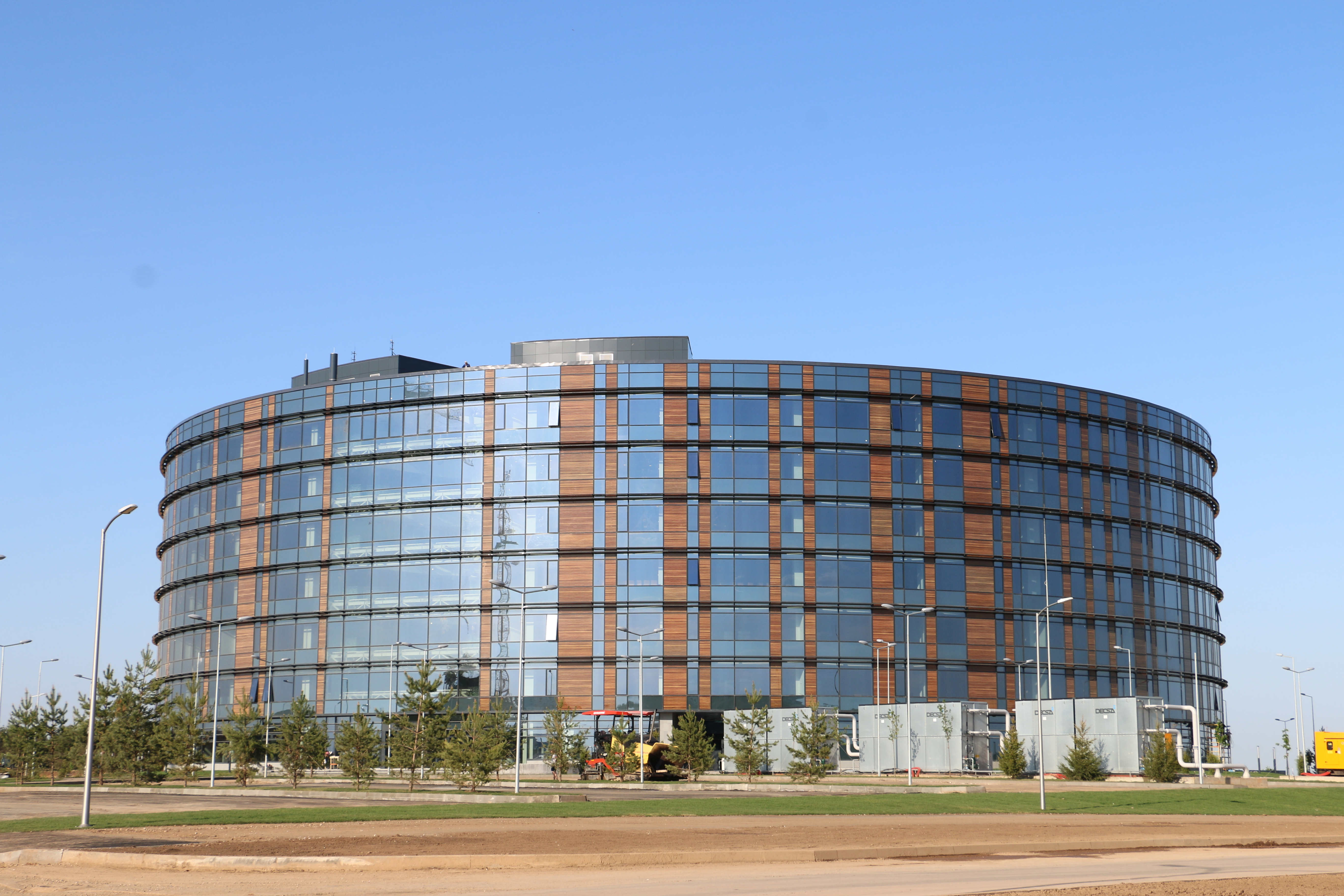
Tecnoparque que lleva el nombre de A. Popov

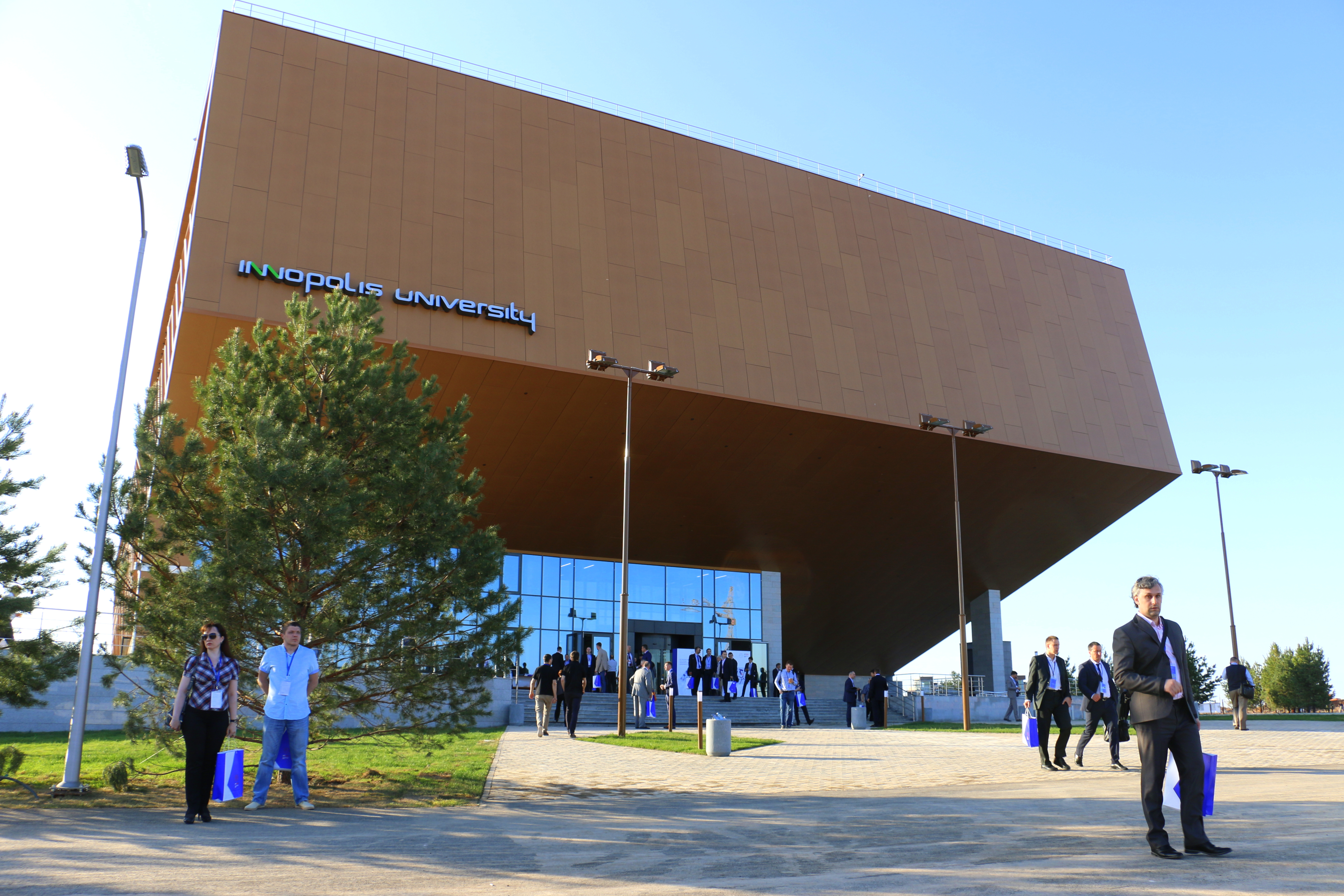
Fachada de la Universidad de Innópolis

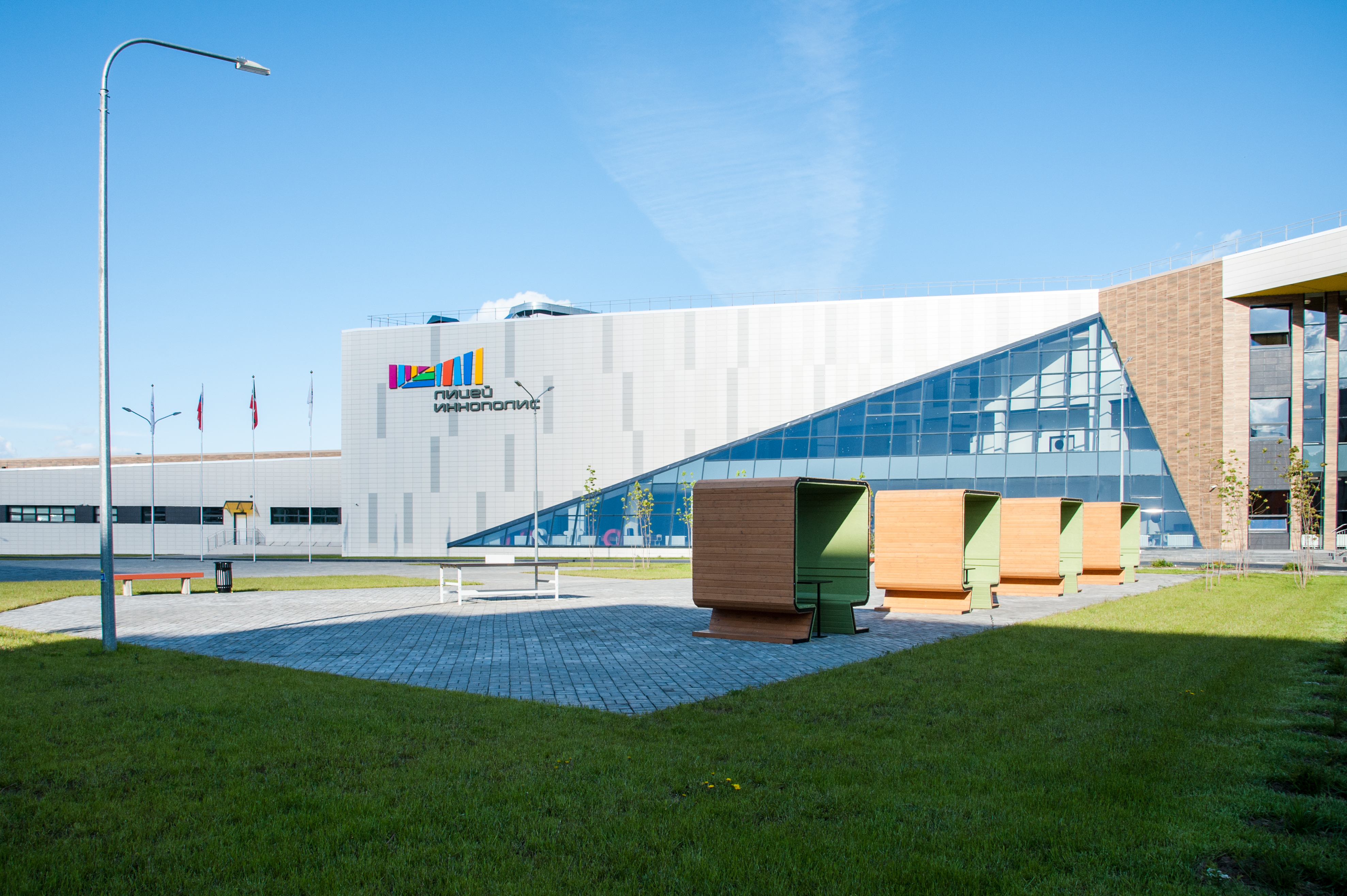
Liceo de TI

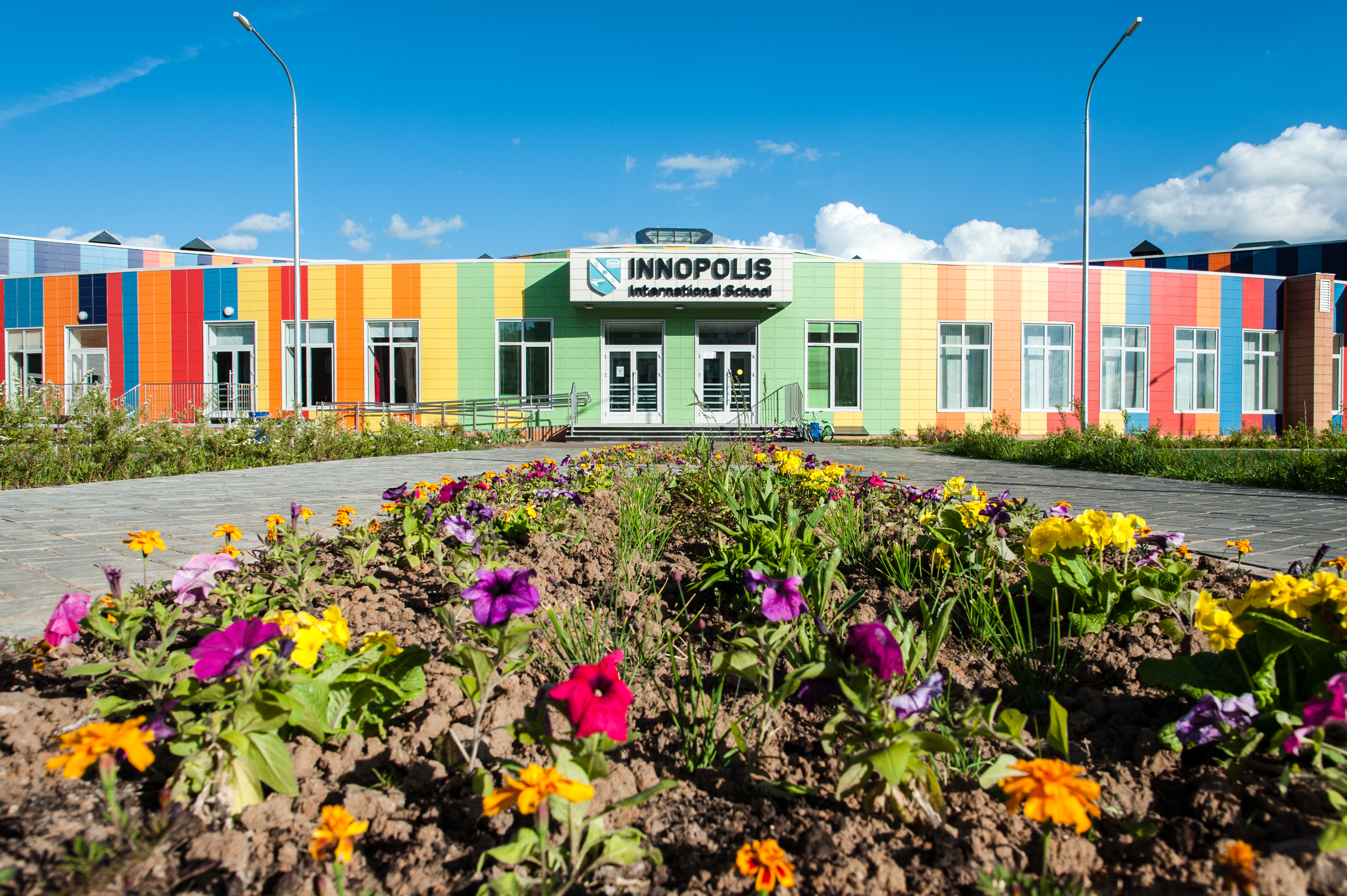
Jardín de infantes

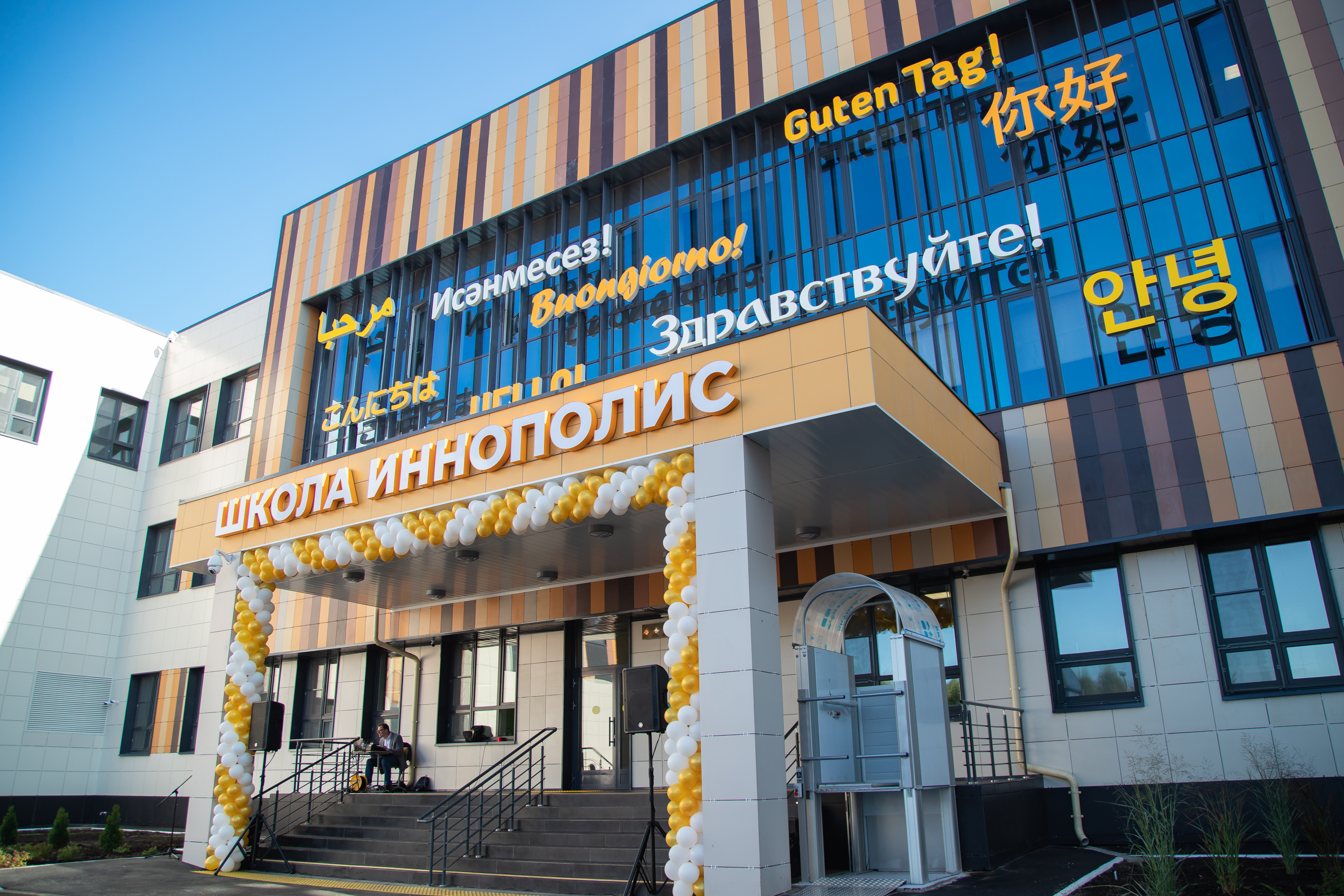
Escuela Innópolis

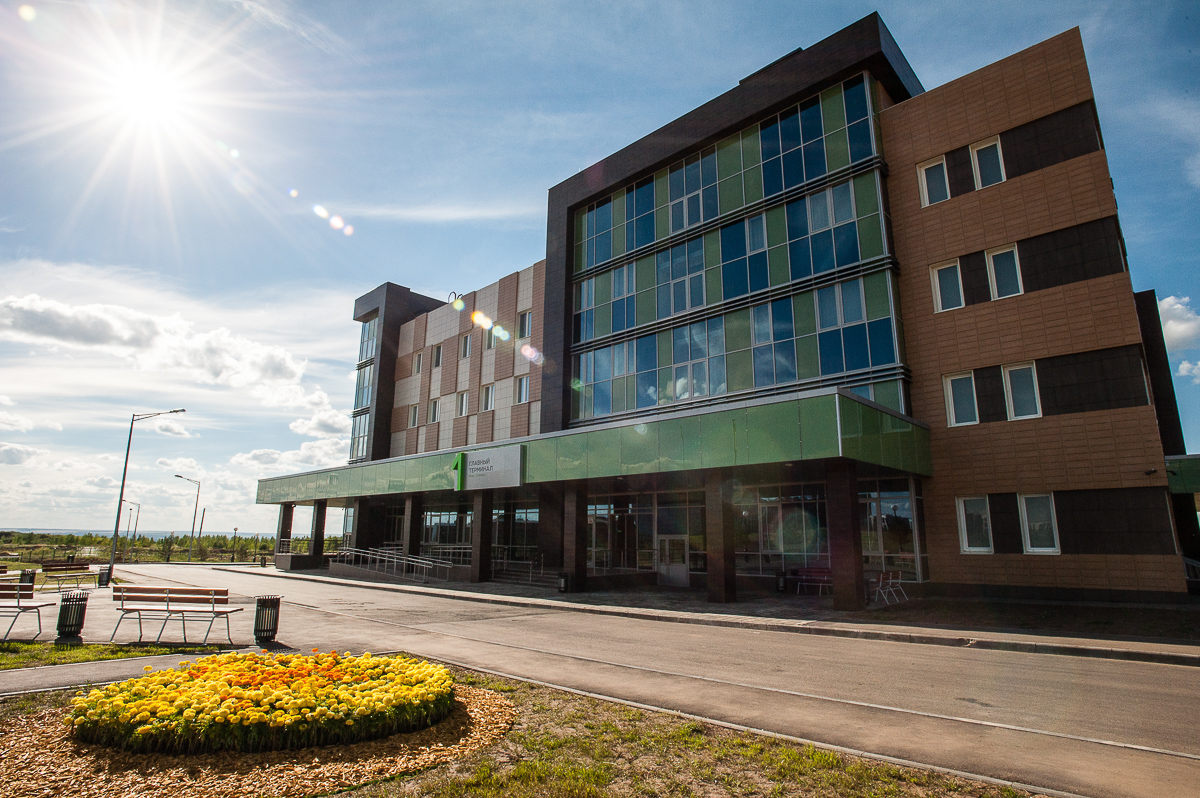
Centro Médico

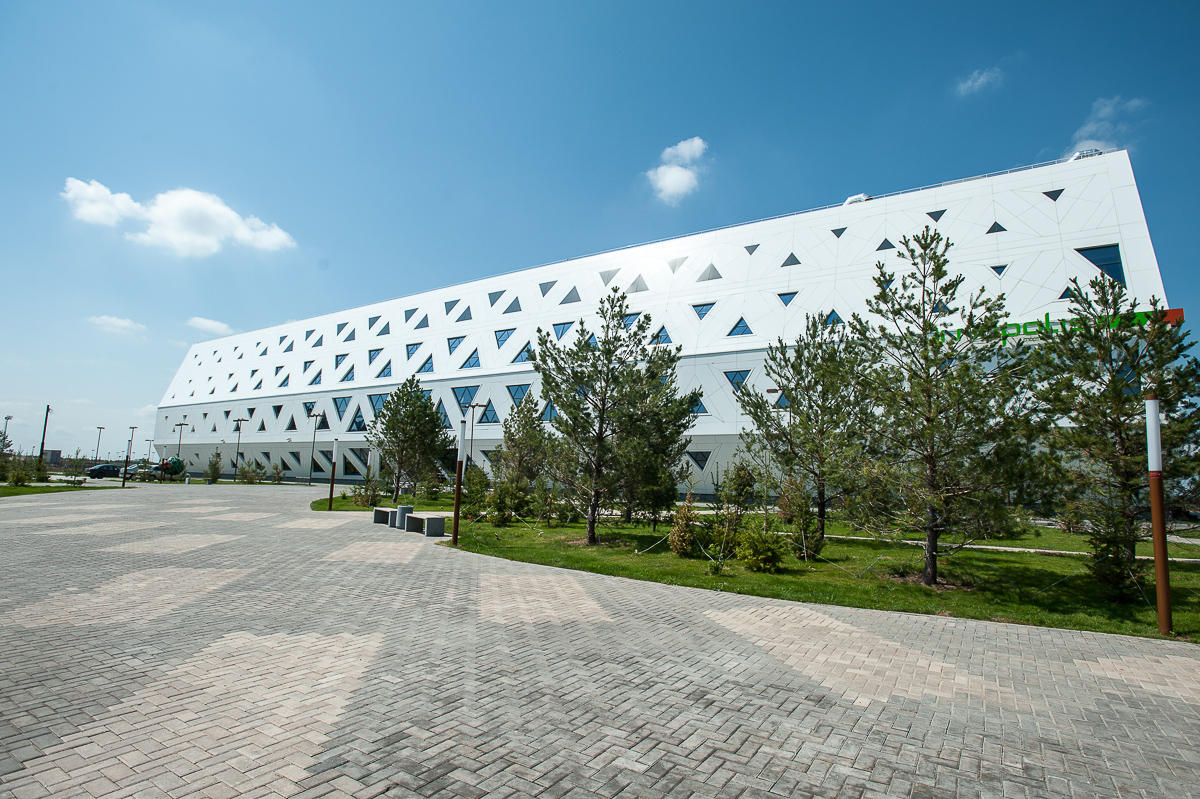
Complejo deportivo

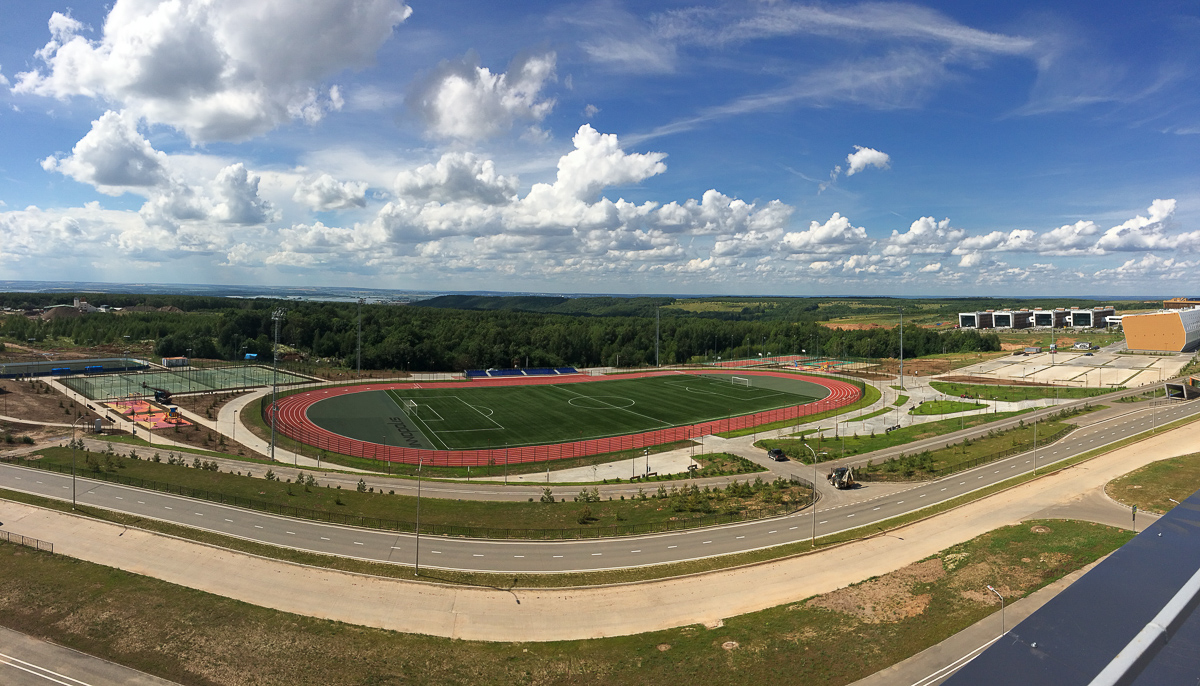
Campo de fútbol